# Skały piroklastyczne

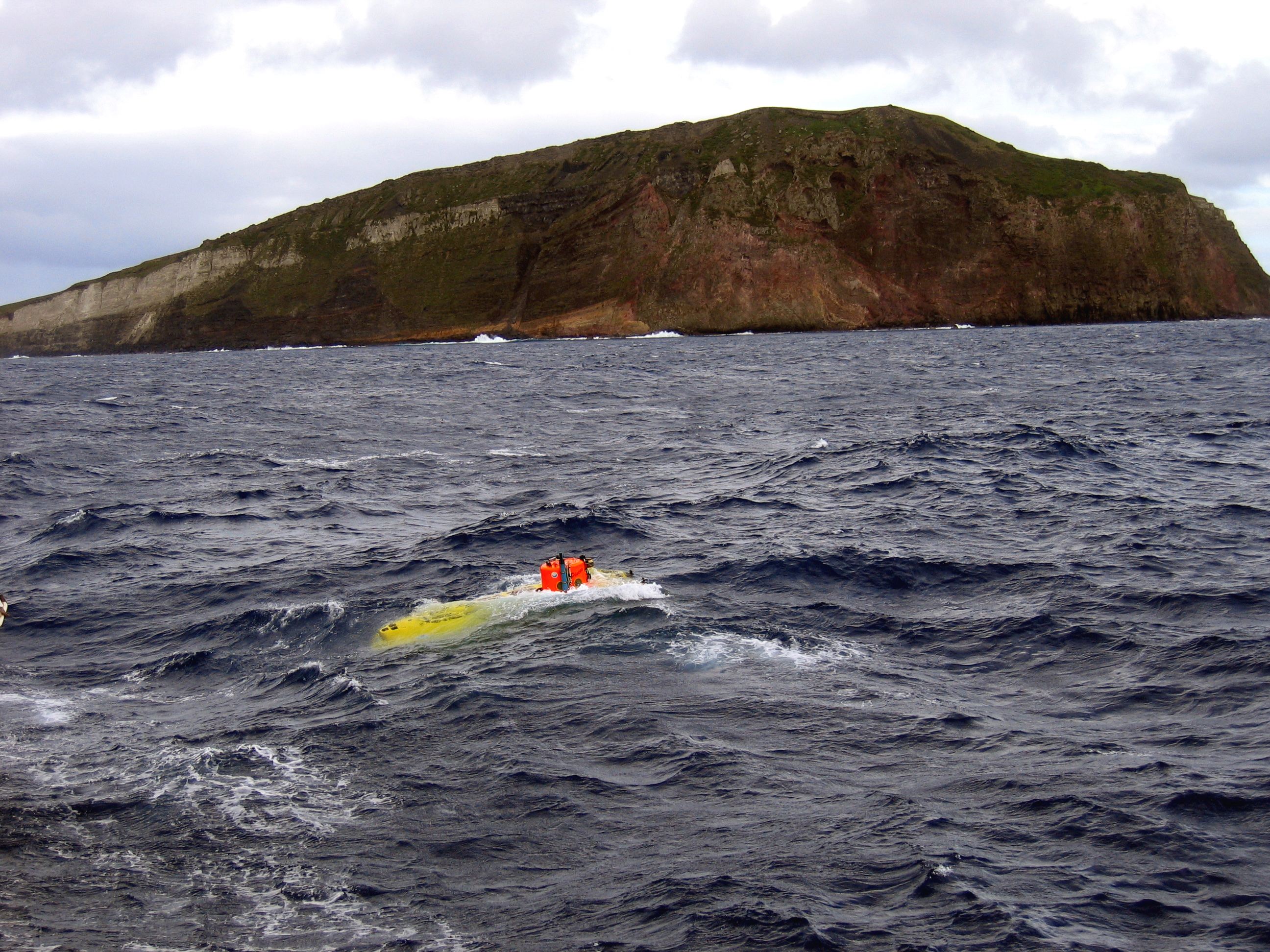
Widok na wyspę Macauley, Wyspy Kermadec, Nowa Zelandia, od strony północno-zachodniej, ukazując biały pas na klifie, który jest utworzony przez dacytowe strumienie piroklastyczne.

Skały piroklastyczne (skały dejekcyjne) – rodzaj skał powstających z materiału piroklastycznego, tj. wyrzucanego przez wulkany w stanie stałym (bomby wulkaniczne, lapille, pyły wulkaniczne, popioły wulkaniczne i piaski wulkaniczne). Stanowią grupę przejściową między skałami: magmowymi – wylewnymi i osadowymi – okruchowymi. Ze skałami magmowymi wiąże je pochodzenie materiału, z osadowymi fakt, że skały te są zbudowane z okruchów i powstają w procesie osadzania.
Cechą charakterystyczną jest zła selekcja – współwystępowanie okruchów o różnych rozmiarach (frakcji). Skład okruchów bywa różny: obok produktów wulkanicznych (szkliwo, zakrzepła lawa, pojedyncze kryształy różnych minerałów), może występować pewna ilość różnego rodzaju skał obcych, pokruszonych przy wybuchu wulkanu albo włączonych do materiału wulkanicznego w trakcie lub po jego osadzeniu.
Materiał okruchowy pochodzenia wulkanicznego (materiał ejekcyjny) w zależności od frakcji nosi określone nazwy:
- bloki – kanciaste fragmenty zakrzepłej lawy (od kilkunastu cm do kilku metrów i więcej)
- bomby wulkaniczne – okruchy o średnicy przewyższającej 64 mm (najczęściej wrzecionowate; powstają przez zakrzepnięcie w locie fragmentu lawy wprawionego w ruch wirowy)
- lapille – drobne fragmenty, o średnicy od 2 do 64 mm
- popioły wulkaniczne (tefra) – najdrobniejsze frakcje pyłowe, poniżej 2 mm średnicy, wyrzucane siłą eksplozji wulkanicznej w atmosferę. Mogą się w niej unosić przez dłuższy czas i być przenoszone przez prądy powietrzne na znaczne odległości.

Z materiału tego powstają:
- tufy – gdy materiał o różnych frakcjach opada na ląd
- tufity – materiał piroklastyczny wpada do zbiorników wodnych i ulega przemieszaniu z osadami wodnymi
- brekcje wulkaniczne

Dodatkowo różnego typu skały osadowe posiadają domieszki materiału piroklastycznego, a ich klasyfikacja zależy od tego, czy przeważa udział materiału piroklastycznego czy osadowego.